# Gruyère
El gruyère o Greyerzer és un formatge de pasta premsada cuita suís, que deu el seu nom al districte de la Gruyère, del cantó de Friburg, on es fabrica. A més hi ha un poble suís que té el nom de Gruyères. Fora de Suïssa, durant molt de temps, el terme gruyère era el terme genèric que designava un formatge suís i un de francès. Avui es parla comunament de formatges de la família del gruyère, que és formada per aquells que se li assemblen: el comté, el beaufort i el jura. Molta gent també confon el gruyère amb l'emmental, aquest últim té forats, mentre que el primer no.

## Elaboració
És un formatge de llet de vaca sencera, que dona un formatge de pasta premsada a partir de llet cuita. La mola té una forma rodona i té una crosta grogosa i rugosa. El taló de la mola ha de tenir una forma lleugerament convexa i les dimensions són de 9,5 a 12 cm d'alçada i de 55 a 65 cm de diàmetre, amb un pes de 25 a 40 kg. Fan falta almenys 400 litres de llet per una mola de 35 kg. El formatge va ser afinat durant un període de 5 a 12 mesos. Fora de l'afinament les moles són tornades a fregar amb aigua salada. És un formatge que no presenta forats, contràriament a la llegenda.
El gruyère es beneficia d'una AOC suïssa des del 26 de juliol de 2001. La zona de producció s'estén pels cantons de Friburg, Vaud, Neuchâtel, Jura i als districtes de Courtelary, Neuveville, Moutier i als municipis de Ferenbalm, Guggisberg, Mühleberg, Münchenwiler, Rüschegg i Wahlern, al cantó de Berna. El gruyère francès s'ha de diferenciar del suís, serà una mica més alt i una mica més gros i té forats.

## Història
La primera menció del mot gruyère (gruière) remunta al segle xvii, però des de l'antiguitat d'aquesta regió és coneguda per produir un formatge greixós. Durant el segle xviii els habitants de Friburg es van establir en els cantons de Vaud, Valais i el Franc-Comtat, concretament al Jura, i a  Savoia, exportant amb ells la seva tècnica formatgera.
El 1762 l'Acadèmia francesa va incloue el mot gruyère al diccionari amb el significat que li donem avui dia.